# Orologio della Costa
L'Orologio della Costa è una torre civica situata nella città di Rionero in Vulture. Prende il nome dal rione dov'è situata, ovvero "la Costa". Esso è il simbolo più importante della città ed è conosciuto da tutti i cittadini proprio per la sua visibilità.

## Storia

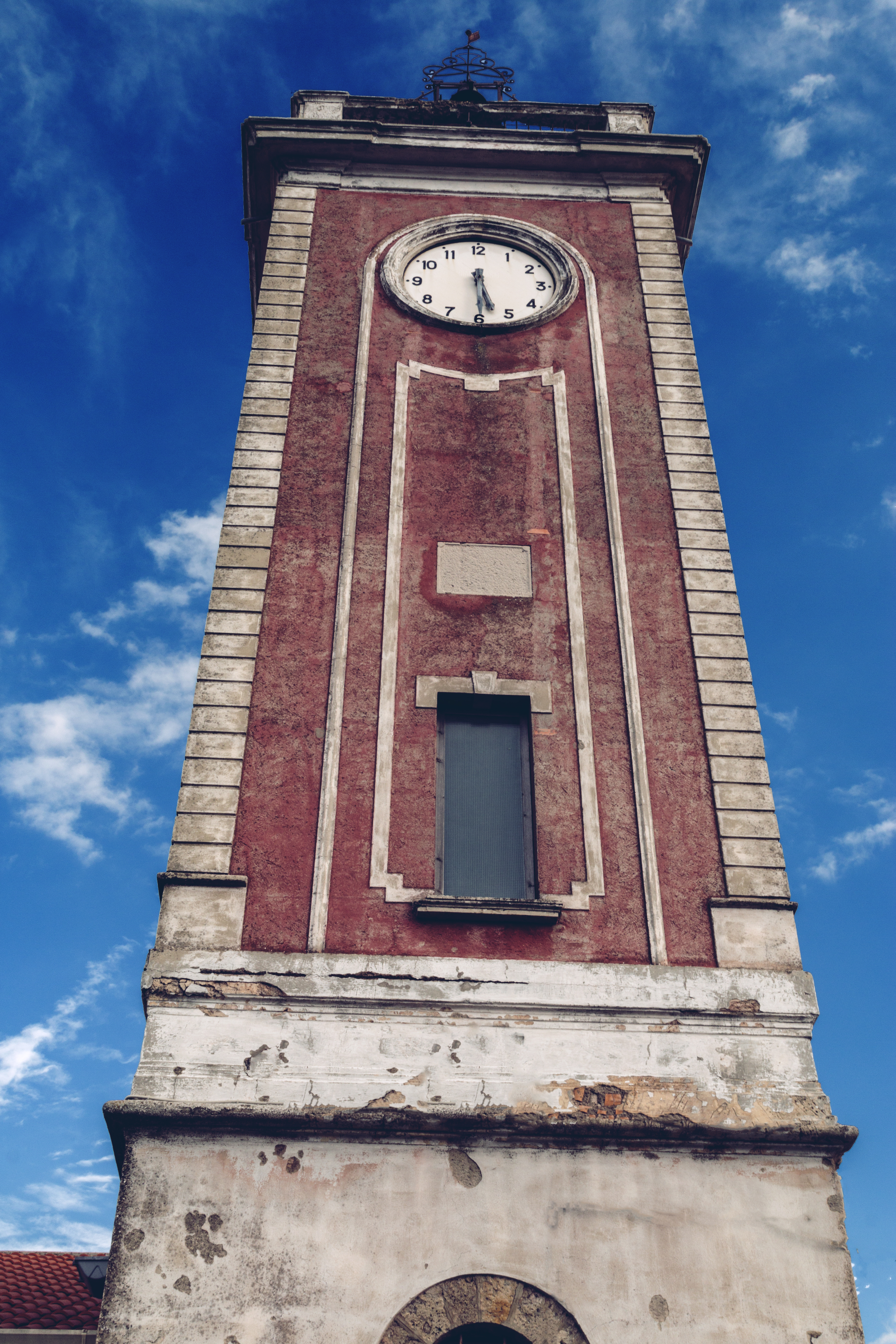
Vista frontale

Fu costruito nel 1888 in seguito a una decisione della giunta comunale, per volontà dei cittadini, in quanto l'orologio della chiesa Madre non era visibile da tutta la città, perciò fu costruito in posizione strategica per essere visto da qualsiasi punto del paese. Il progetto fu curato dal perito Giulio Pallottino, mentre i lavori furono affidati al muratore Francesco Di Lonardo.
La torre fu danneggiata dal Terremoto dell'Irpinia e del Vulture del 1930. Ad aprile 2023 è stato avviato un restauro generale della struttura, promosso da un comitato cittadino.

## Descrizione
La costruzione è un torrione a pianta quadrata, con base aperta da un oculo. La parte superiore è realizzata con mattoni rossi a vista e stucchi bianchi e termina con la cella campanaria, che però al 2023 era da tempo non funzionante.